# Philippe Berta
Pour les articles homonymes, voir Berta.
Philippe Berta, né le 11 avril 1960 à Besançon (France), est un généticien et homme politique français, membre du MoDem. Il est député entre 2017 et 2024.

## Biographie

### Carrière scientifique
Philippe Berta est titulaire d’un doctorat de biochimie et pharmacologie. Chercheur au CNRS, il devient directeur de recherche à l'INSERM et professeur des universités (biologie, génétique, biochimie, biotechnologie) à l'Université de Nîmes[réf. nécessaire]. Il est titulaire d'une habilitation à diriger les recherches[réf. nécessaire].
Il est le co-découvreur d'un gène, porté sur le chromosome Y, qui engendre la formation des caractères sexuels masculins chez les mammifères (dont l'espèce humaine),. Il est le créateur de l'association l'École de l'ADN, qui promeut la culture scientifique dans le domaine de la biologie principalement. Son souhait de « créer à Nîmes, une université « ouverte sur le monde économique », où l'on formerait, par exemple, des juristes spécialisés dans la protection des découvertes et des brevets de la biotechnologie » suscite l'opposition de syndicalistes enseignants, et du président de l'université de Nîmes.
Il dirige également, de 2004 à 2007, le Centre universitaire de formation et de recherche de Nîmes, dont il obtient la transformation en université autonome de plein exercice. Il est secrétaire général du pôle de compétitivité santé PACA-LR Eurobiomed depuis sa création en 2006[réf. nécessaire].
Il est le directeur du master régional en Languedoc-Roussillon management de projet et innovation en biotechnologie ou BIOTIN et dirige la filière biologie-environnement de l'université de Nîmes.

### Carrière politique
Philippe Berta est élu président de la fédération du Mouvement démocrate du Gard de sa création en 2007 à fin 2014.
En 2017, il est élu député sous l'étiquette Mouvement démocrate et La République en marche, avec comme suppléant le maire de Cabrières Gilles Gadille.
Il est candidat aux élections municipales de 2020 pour la ville de Nîmes en position non-éligible.
En 2022, il est candidat à un nouveau mandat de député, sous l'étiquette MoDem / Renaissance. Son suppléant est Aurélien Colson, adjoint au maire de Redessan . Il est réélu à l'issue du second tour face à Nicolas Cadène.
Il n'est pas candidat à sa réélection en 2024. La coalition présidentielle est représentée par Aurélien Colson, qui se désiste contre l'extrême droite malgré sa qualification en triangulaire, mais l'eurodéputée RN Sylvie Josserand bat Nicolas Cadène au second tour dans sa circonscription.

### Activité parlementaire
Le 8 avril 2020, il est nommé président du groupe de travail sur la recherche sur le Covid-19, par la Commission des Affaires culturelles et de l'Éducation de l'Assemblée Nationale.

#### Enseignement supérieur
Le 2 décembre 2020, Philippe Berta est désigné rapporteur d’une mission d’évaluation de la loi n° 2016-1828 du 23 décembre 2016 portant adaptation du deuxième cycle de l’enseignement supérieur français au système LMD, avec la députée Karine Lebon. Dans le rapport remis le 19 mai 2021, il plaide pour des aménagements des modalités d'entrée en master.

#### Loi de programmation de la recherche
Philippe Berta est nommé, en février 2019, par le Premier ministre Édouard Philippe, rapporteur du groupe de travail « Attractivité des emplois et des carrières scientifiques », aux côtés de Philippe Mauguin, président de l'INRAE et de Manuel Tunon de Lara, président de l'université de Bordeaux, en vue d'élaborer une loi de programmation pluriannuelle de la recherche. Le groupe remet son rapport le 23 septembre 2019,.
Le 29 juillet 2020, il est nommé co-rapporteur du projet de loi de programmation de la recherche pour les années 2021 à 2030 et portant diverses dispositions relatives à la recherche et à l’enseignement supérieur par l'Assemblée nationale,. Il est chargé du titre IV qui vise à diffuser la recherche dans l’économie et la société et du titre V qui comprend des mesures de simplification.
Après la commission mixte paritaire à laquelle il a participé, il affirme que « l'essentiel était de donner vite des moyens et des revalorisations de salaire ».

#### Filière santé et médicament
Philippe Berta est l'auteur d'un rapport contenant 51 propositions pour une nouvelle politique de la recherche et de l’innovation médicale qui a été remis à l'Elysée et au Haut commissariat au plan le 31 mars 2021. Il a également été membre d'une mission d'information sur le médicament.
Philippe Berta propose notamment la création d'une agence de l'innovation en santé, un lien renforcé entre établissements de santé, laboratoires publics et industriels et une simplification de l'organisation de la recherche.

#### «Loi Berta»
La « loi Berta », proposition initiale de Philippe Berta pour modifier la prestation de compensation du handicap (PCH), visant à supprimer la limite d'âge pour son attribution, et à plafonner le reste à charge à 10 % des revenus du bénéficiaire,, est adoptée en commission le 14 mai 2018 à l'unanimité, puis examinée en première lecture le 17 mai 2018. 
Plusieurs associations de personnes handicapées, dont la FNATH, signalent qu'elle reporte le droit à la compensation, initialement prévu depuis la loi handicap de 2005 (dont le décret d'application n'a jamais été publié), à 2021,. 
Une proposition inspirée du texte initial de Philippe Berta est adoptée le 5 novembre 2019 au Sénat ; la proposition de loi est adoptée à l'unanimité en seconde lecture à l'assemblée le 15 janvier 2020.

#### Projet de loi bioéthique
Le 25 juillet 2019, il est nommé co-rapporteur du projet de loi bioéthique.
Son amendement proposant le dépistage pré-implantatoire des aneuploïdies (et donc des trisomies) pour les embryons implantés aux femmes ayant recours à une PMA est rejeté par l'assemblée nationale le 7 octobre, de même que sa proposition d'étendre le diagnostic néonatal. Cet amendement est examiné au Sénat fin janvier 2020, où il est rejeté, Bruno Retailleau le qualifiant de « démarche d'eugénisme ».

### Vie privée
Philippe Berta est marié à une femme médecin généraliste et a deux enfants.

## Décoration
- Chevalier de l'ordre national du Mérite (nommé le 15 mai 2025)[40].